# Eduardo Sánchez Miño

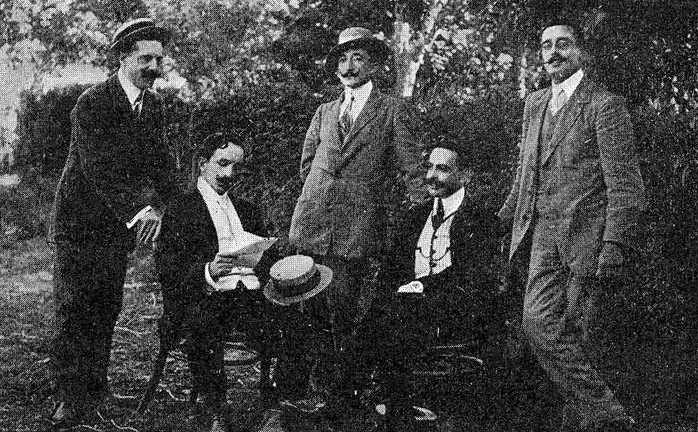
Eduardo Sánchez Miño (primero por la izquierda) con otros escritores y artistas en Ferrol, 1909.

Eduardo Sánchez Miño, fallecido en la La Coruña en mayo de 1921, fue un intelectual y periodista español.

## Trayectoria
Dirigió el periódico tradicionalista La Coruña Católica (1898) y en 1911 dirigió el periódico ferrolano La Voz de el Pueblo. En 1902 lideró un grupo de jóvenes que pretendía crear en la La Coruña una escuela teatral, poco después ese colectivo constituyó la Escuela Regional de Declamación en la que Sánchez Miño participó como actor. Escribió apropósitos y en 1913 se instaló en Ferrol bajo la dirección  de la Escuela Dramática Gallega, que representó su obra ¡A roin feria...!, que no llegó a publicarse. Murió en La Coruña a los 49 años.